# Evois
Evois (evåis) (finska: Evo) är en by i före detta Lammi kommun i Egentliga Tavastland. Numera hör byn till Tavastehus. Evois är känt för sina sjöar och skogar.
Skoggskolan Evois forstinstitut ingår nu som en undervisningsenhet i Tavastlands yrkeshögskola och Tavastlands yrkesinstitut.

## Evois strövområde
Skogarna kring Evois hör till de största i Södra Finland. Området har en areal på ungefär 85 km², varav 47 km² i Tavastehus och Padasjoki hör till det egentliga strövområdet. Strövområdet grundades 1994.
I området finns också naturskyddsområden, Tavastehus stads rekreationsskog och Tavastlands yrkeshögskolas undervisningsskog. Också i själva strövområdet idkas skogsbruk, som dock är småskaligt och tar hänsyn till rekreationsanvändningen.
Området har utstakade vandringsleder, fasta vindskydd för pauser och övernattning och områden reserverade för tältande. Forststyrelsen rekommenderar området för vandringar på en eller två dagar. Genom förbindelseleder kan man också vandra vidare till Padasjoki eller Asikkala.
Evoisområdet har småskalig och varierande terräng, vilket är typiskt för vattendelartrakter. I mitten av området finns åslandskap, medan kantområdena är stenigare och mer svårframkomliga.